# Sidbéwindé Bernard Yaméogo
Sidbéwindé Bernard Yaméogo (Koudougou, 1953) is een Burkinees filmmaker. Zijn documentaire La coépouse chinoise werd in 2005 vertoond op het Filmfestival van Genève en ontving in dat jaar ook de Galion-Prijs in Burkina Faso. Zijn televisieseries Intentions secrètes en La crèche d' Hamed zijn uitgezonden door TV5MONDE.